# آلکووریا
آلکووریا(نام علمی: Alcoveria) نام یک سرده از تیره ماوسونیایان است.